# Rivula lophosoma
Rivula lophosoma är en fjärilsart som beskrevs av George Francis Hampson 1926. Rivula lophosoma ingår i släktet Rivula och familjen nattflyn. Inga underarter finns listade.